# Championnat National 1 A 1992/93
Die Saison 1992/93 des Championnat National 1 A war die 19. Ausspielung der französischen Frauenfußballmeisterschaft seit der offiziellen Anerkennung des Frauenfußballs durch den Fußballverband Frankreichs im Jahr 1970 und der ersten Austragung in der Saison 1974/75. Es handelte sich dabei zugleich um die erste Spielzeit, in der es eine frankreichweite höchste Liga in nur einer Gruppe gab; diese erhielt den Namen Championnat National 1 A. Bis dahin war die Meisterschaft in einer Mischung aus Liga- und K.o.-Modus ausgespielt worden.
Die Vorjahresmeisterinnen des Juvisy FCF konnten ihren Titel nicht verteidigen und wurden nur Vizemeister. Stattdessen setzte sich der FC Lyon durch und gewann seinen zweiten Meistertitel.

## Qualifikation und Austragungsmodus
Für die Teilnahmeberechtigung wurde ausschließlich das Abschneiden der Frauschaften in der Vorsaison berücksichtigt; zusätzliche Aspekte wie besondere Leistungen über einen längeren Zeitraum oder das Prinzip „pro Stadt jeweils nur ein Verein“ – der zu einer breiteren geographischen Streuung der Teilnehmer geführt hätte – blieben außen vor. Somit qualifizierten sich die 1991/92 jeweils bestplatzierten vier Teams aus dem Spielbetrieb der drei regionalen Ligen, die als Unterbau der National 1 A unter der Bezeichnung National 1 B bestehen blieben. Dies waren:
- aus dem Norden: FCF Hénin-Beaumont, Titelverteidiger Juvisy FCF, Chaffoteaux Sports Saint-Brieuc, FCF Condé-sur-Noireau
- aus dem Südwesten: ASJ Soyaux, Olympique Mirail Toulouse, VGA Saint-Maur, Toulouse Olympique Aérospatial Club
- aus dem Südosten: FC Lyon, ASPTT Strasbourg, Racing Flacé-lès-Mâcon, JS Poissy

Außer Juvisy und Lyon, die bis dahin jeweils einen französischen Meistertitel gewonnen hatten, hatten sich auch schon Saint-Brieuc, Soyaux (gleichfalls je einmal) und Saint-Maur (sechsmal) in die Siegerlisten eingetragen. Die beiden anderen Klubs, die zuvor mit diesem Titel ausgezeichnet worden waren – Stade Reims (fünf Meisterschaften) und AS Étrœungt (drei) –, verfügten Anfang der 1990er Jahre nicht mehr über eine Frauenfußballabteilung.
Die Meisterschaft wurde in einer doppelten Punkterunde entschieden, in der jeder Verein in Heim- und Auswärtsspiel gegen jeden anderen antrat. Es galt die Zwei-Punkte-Regel; bei Punktgleichheit gab zunächst der direkte Vergleich und anschließend gegebenenfalls die bessere Gesamt-Tordifferenz den Ausschlag. Am Ende der Saison mussten die drei Tabellenletzten absteigen und wurden für die kommende Spielzeit durch die Gruppensieger der drei zweitklassigen Spielstaffeln ersetzt.

## Ergebnisse, Tabelle und Saisonverlauf
Die Resultate der Heimspiele lassen sich in der Kreuztabelle jeweils in der waagerechten Zeile, diejenigen der Auswärtsspiele in der senkrechten Spalte ablesen.
|                           | FCF Con | FCF H-B | FCF Juv | FC Lyo | RC F-M | JS Poi | ASJ Soy | CS StB | VGA StM | ASP Str | OAC Tou | OM Tou |
| FCF Condé-sur-Noireau     |         | 0:2     | 0:0     | 0:2    | 0:1    | 4:1    | 1:0     | 1:0    | 1:2     | 3:1     | 2:2     | 7:1    |
| FCF Hénin-Beaumont        | 3:0     |         | 1:4     | 0:4    | 5:1    | 1:0    | 4:2     | 1:0    | 2:0     | 1:2     | 0:0     | 3:0    |
| Juvisy FCF                | 1:1     | 4:1     |         | 0:4    | 4:0    | 0:1    | 2:0     | 4:5    | 4:0     | 1:1     | 4:1     | 4:1    |
| FC Lyon                   | 5:1     | 4:0     | 0:0     |        | 4:1    | 4:0    | 1:1     | 4:0    | 2:2     | 3:0     | 2:1     | 3:1    |
| Racing Flacé-lès-Mâcon    | 1:3     | 0:1     | 0:0     | 2:2    |        | 0:0    | 1:2     | 1:2    | 0:1     | 1:4     | 1:5     | 2:1    |
| JS Poissy                 | 1:1     | 1:4     | 1:3     | 1:0    | 1:2    |        | 1:3     | 5:1    | 0:2     | 3:2     | 1:1     | 2:0    |
| ASJ Soyaux                | 5:0     | 0:2     | 1:3     | 2:2    | 3:2    | 1:1    |         | 3:0    | 1:0     | 5:0     | 0:1     | 1:2    |
| CS Saint-Brieuc           | 1:0     | 3:0     | 0:4     | 0:0    | 3:1    | 0:3    | 0:2     |        | 0:7     | 2:1     | 7:2     | 2:0    |
| VGA Saint-Maur            | 1:1     | 3:0     | 1:1     | 0:1    | 2:0    | 2:1    | 1:0     | 2:0    |         | 2:0     | 0:0     | 4:0    |
| ASPTT Strasbourg          | 3:1     | 2:2     | 1:1     | 1:2    | 1:1    | 2:1    | 2:2     | 2:1    | 3:0     |         | 2:1     | 4:3    |
| Toulouse OAC              | 0:1     | 1:5     | 0:1     | 0:2    | 3:0    | 0:3    | 1:1     | 1:5    | 0:1     | 1:1     |         | 1:0    |
| Olympique Mirail Toulouse | 3:0     | 1:5     | 1:6     | 1:2    | 3:3    | 0:4    | 1:6     | 1:1    | 1:1     | 3:3     | 0:3     |        |

| Pl. | Frauschaft         | Sp | G  | U | V  | Tore  | Diff. | Pkte. |
| --- | ------------------ | -- | -- | - | -- | ----- | ----- | ----- |
| 1.  | FC Lyon            | 22 | 15 | 6 | 1  | 53:14 |       | 36    |
| 2.  | Juvisy FCF (TV)    | 22 | 12 | 7 | 3  | 51:21 |       | 31    |
| 3.  | VGA Saint-Maur     | 22 | 12 | 5 | 5  | 34:18 |       | 29    |
| 4.  | FCF Hénin-Beaumont | 22 | 13 | 2 | 7  | 43:32 |       | 28    |
| 5.  | ASJ Soyaux         | 22 | 9  | 5 | 8  | 41:28 | +13 a | 23    |
| 6.  | ASPTT Strasbourg   | 22 | 8  | 7 | 7  | 38:40 | −02 a | 23    |
| 7.  | JS Poissy          | 22 | 8  | 4 | 10 | 32:33 | −01 b | 20    |
| 8.  | CS Saint-Brieuc    | 22 | 9  | 2 | 11 | 33:45 | −12 b | 20    |
| 9.  | FCF Condé-sur-N.   | 22 | 7  | 5 | 10 | 28:36 |       | 19    |
| 10. | Toulouse OAC       | 22 | 5  | 6 | 11 | 25:39 |       | 16    |
| 11. | RC Flacé-Mâcon     | 22 | 3  | 5 | 14 | 21:50 |       | 11    |
| 12. | OM Toulouse        | 22 | 2  | 4 | 16 | 24:67 |       | 08    |

TV = Meister des Vorjahres
Lyon ließ seine hauptsächlichen Konkurrentinnen aus Juvisy-sur-Orge, Saint-Maur-des-Fossés und Hénin-Beaumont letztlich deutlich hinter sich. Die Meisterinnen besaßen den erfolgreichsten Angriff, die stärkste Verteidigung, blieben vor eigenem Publikum ungeschlagen und verloren auch auswärts lediglich eine Begegnung – das aber in Poissy und nicht gegen einen unmittelbaren Rivalen. Lyons Verfolger Juvisy gab zudem insbesondere in seinen Heimspielen zu viele Punkte ab (zwei Unentschieden und drei Niederlagen) und konnte diese Schwäche auch durch seine Auswärtsstärke (die Elf blieb auf fremden Plätzen ungeschlagen) nicht kompensieren.
In der Abstiegszone tat sich der Vizemeister des Vorjahres, Saint-Brieuc, lange schwer, rutschte konnte aber schließlich – wie auch zwei weitere Teams – ein Abrutschen auf den zehnten Rang vermeiden. Diesen nahm am Saisonende der TOAC ein, den auch seine relative Auswärtsstärke (drei Siege und vier Remis bei lediglich vier Niederlagen) nicht davor bewahrte, gemeinsam mit seinem Lokalrivalen Olympique Mirail den Gang in die Zweitklassigkeit antreten zu müssen. Da wie die Spielerinnen von OM Toulouse sich auch diejenigen aus der Nachbarschaft von Mâcon frühzeitig mit dem Abstieg hatten abfinden müssen, war in der folgenden Spielzeit nicht nur die Frauenfußballhochburg Toulouse, sondern der gesamte Teil Frankreichs südlich einer Linie Angoulême–Lyon ohne Erstligafrauschaft – wenn man davon absieht, dass Omnium Sports aus dem Fürstentum Monaco der Aufstieg in das Championnat National 1 A gelungen war. Denn die beiden anderen Aufsteiger, die Bretoninnen von Stade Quimper und mit dem Club Sportif du Blanc-Mesnil eine vierte Frauschaft aus der Île-de-France, erhöhten den Anteil der Erstligistinnen aus dem Nordwesten des Landes weiter.